# Kerk van Hidaard
De kerk van Hidaard is een kerkgebouw in Hidaard in de Nederlandse provincie Friesland.

## Beschrijving
De zaalkerk uit 1873 heeft een driezijdig gesloten koor en een half ingebouwde toren van twee geledingen met Ingesnoerde spits. De kerk met eclectische elementen is gebouwd naar ontwerp van J.A. Tuinenga. Het orgel uit 1935 is gemaakt door Bakker & Timmenga. Het doopvont is in 1965 vervaardigd door Jan Murk de Vries.

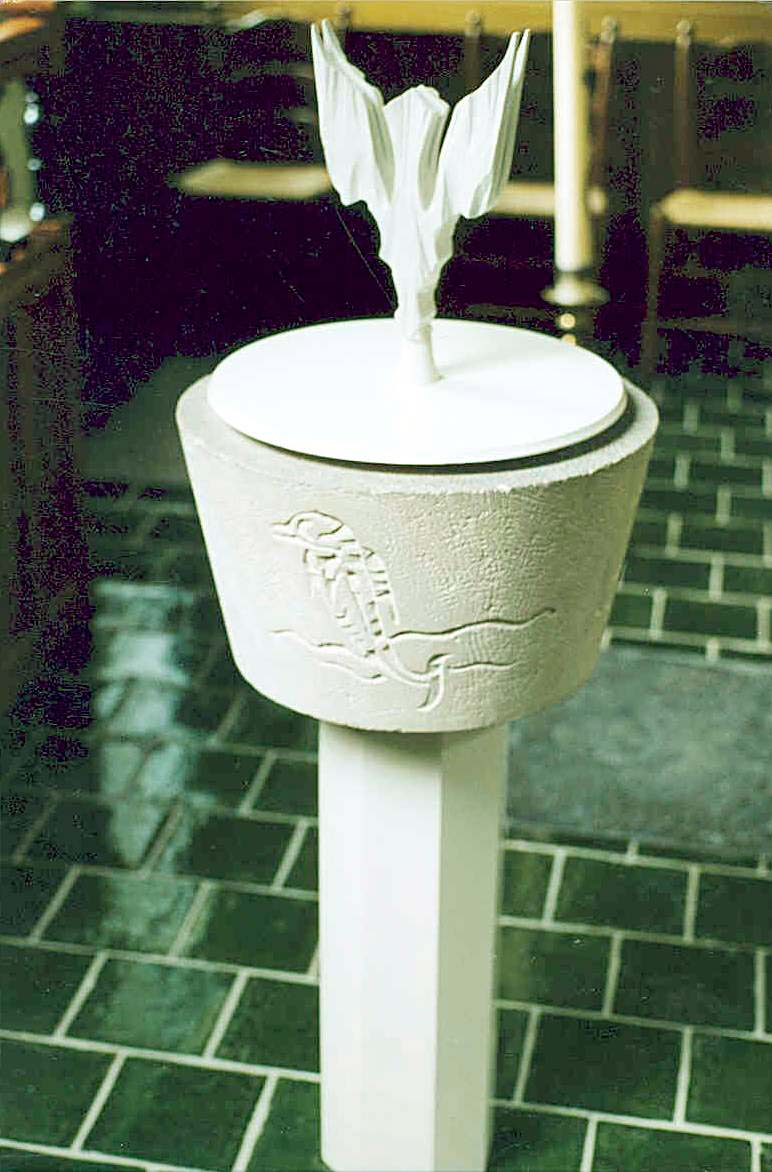
Doopvont
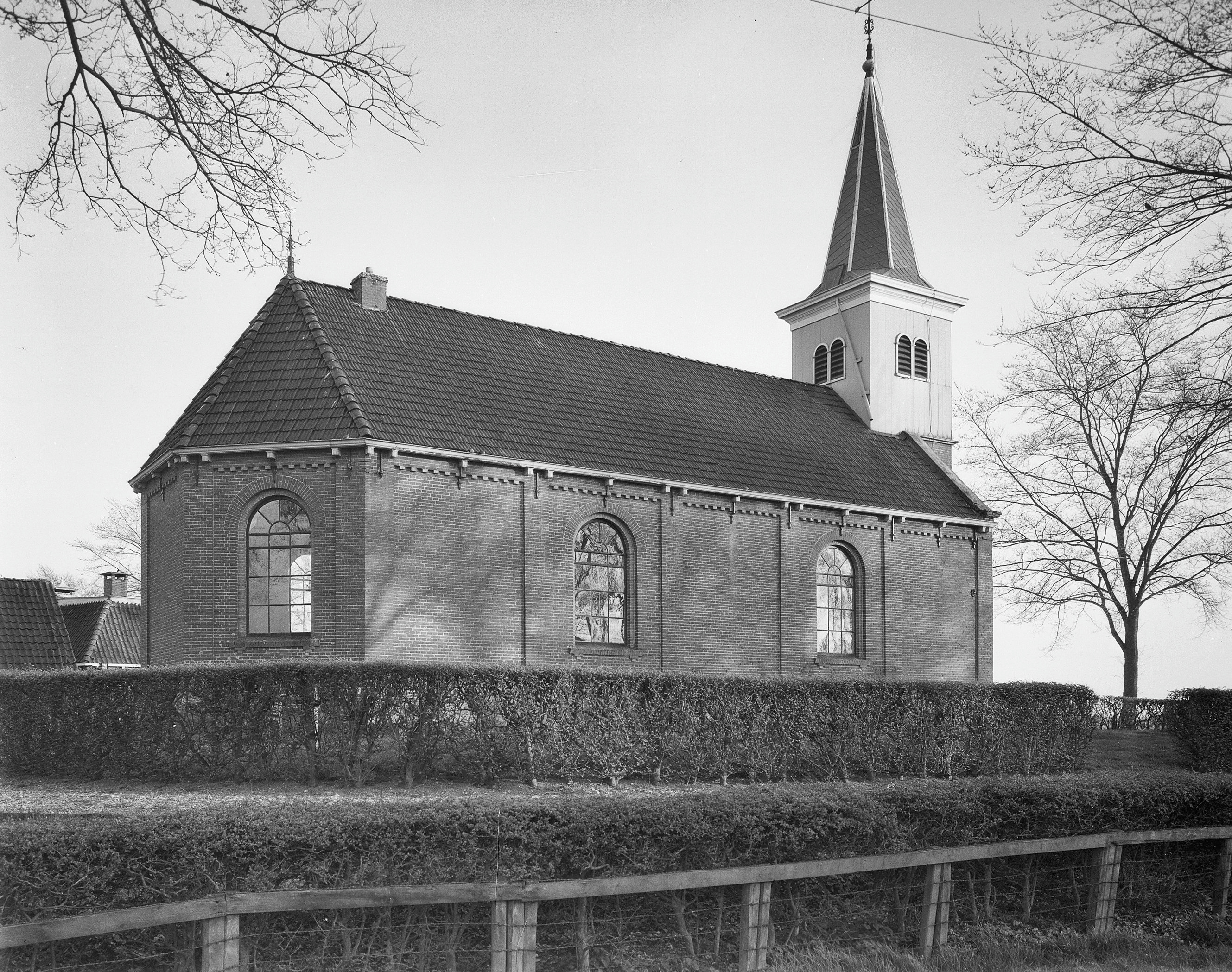
Exterieur (1959)